# Eggertingen (plaats)
Eggertingen (ook: Eggetingen) is een gehucht dat behoort tot Vliermaal, een deelgemeente van de Belgisch-Limburgse stad Hasselt. Tot 31 december 2024 voor de fusie behoorde het tot de voormalige gemeente Kortessem.
Deze plaats is gelegen tussen de gehuchten Grimmertingen, in het zuiden, en Hullertingen in het noorden. Ten zuidwesten van Eggertingen loopt de N20 tussen Hasselt en Tongeren.
Eggertingen is eveneens de naam van een natuurgebied in vochtig-Haspengouw dat zich bevindt langs de Lerebeek en de Mombeek.